# Anacampseros hillii
Anacampseros hillii är en tvåhjärtbladig växtart som beskrevs av Graham Williamson. Anacampseros hillii ingår i släktet Anacampseros och familjen Anacampserotaceae. Inga underarter finns listade i Catalogue of Life.